# Szoboszlay Miklós
Szoboszlay Miklós (Szászváros, 1925. július 18. – 2019. január 2.) romániai magyar labdarúgó, kapus. A román sportsajtóban Nicolae Szoboszlay néven volt ismert.

## Pályafutása

### Játékosként
1943–44-ben a Nagyszebenben működő kolozsvári Universitatea, 1945–46-ban a kolozsvári Ferar-Vasas, majd az 1946–47-ben az Universitatea Cluj labdarúgója volt. 1947–48-ban a Dermagand Tg. Mureș, 1948–49-ben a CCA București csapatában szerepelt. 1950-ben visszatért Kolozsvárra. Ismét az Universitatea Cluj játékosa lett, majd játszott a CSA Cluj és a Dermata Cluj együtteseiben is.

### Edzőként
1953-ban szerzett edzői oklevelet. 1953–54-ben a kolozsvári Ştiinţa (az Universitatea akkori neve) csapatánál segédedzőként tevékenykedett. 1955 és 1959 között a Dermata edzője volt. 1961 és 1985 között az Universitatea Clujnál dolgozott különböző edzői szerepkörökben a felnőtt, az utánpótlás, az ifjúsági és a gyermekcsapatoknál. Nevelőedzője volt többek közt Ioan Sabăunak és Muzsnay Zsoltnak. 1985-ben vonult nyugdíjba.
2013-ban Kolozs megye díszpolgárává avatták.